# Checoslovaquia en los Juegos Olímpicos de Sapporo 1972
Checoslovaquia estuvo representada en los Juegos Olímpicos de Sapporo 1972 por un total de 41 deportistas que compitieron en 6 deportes.  
El portador de la bandera en la ceremonia de apertura fue el saltador en esquí Jiří Raška.

## Medallistas
El equipo olímpico checoslovaco obtuvo las siguientes medallas:
| Nombre          | Deporte            | Competición  |
| --------------- | ------------------ | ------------ |
| Oro             |                    |              |
| Ondrej Nepela   | Patinaje artístico | Individual M |
| Plata           |                    |              |
| —               |                    |              |
| Bronce          |                    |              |
| Helena Šikolová | Esquí de fondo     | 5 km F       |
| Equipo          | Hockey sobre hielo | Torneo M     |